# Bø, Nordland
Bø là một đô thị ở hạt Nordland, Na Uy.
Bø được lập thành đô thị ngày 1 tháng 1 năm 1838 (xem formannskapsdistrikt).

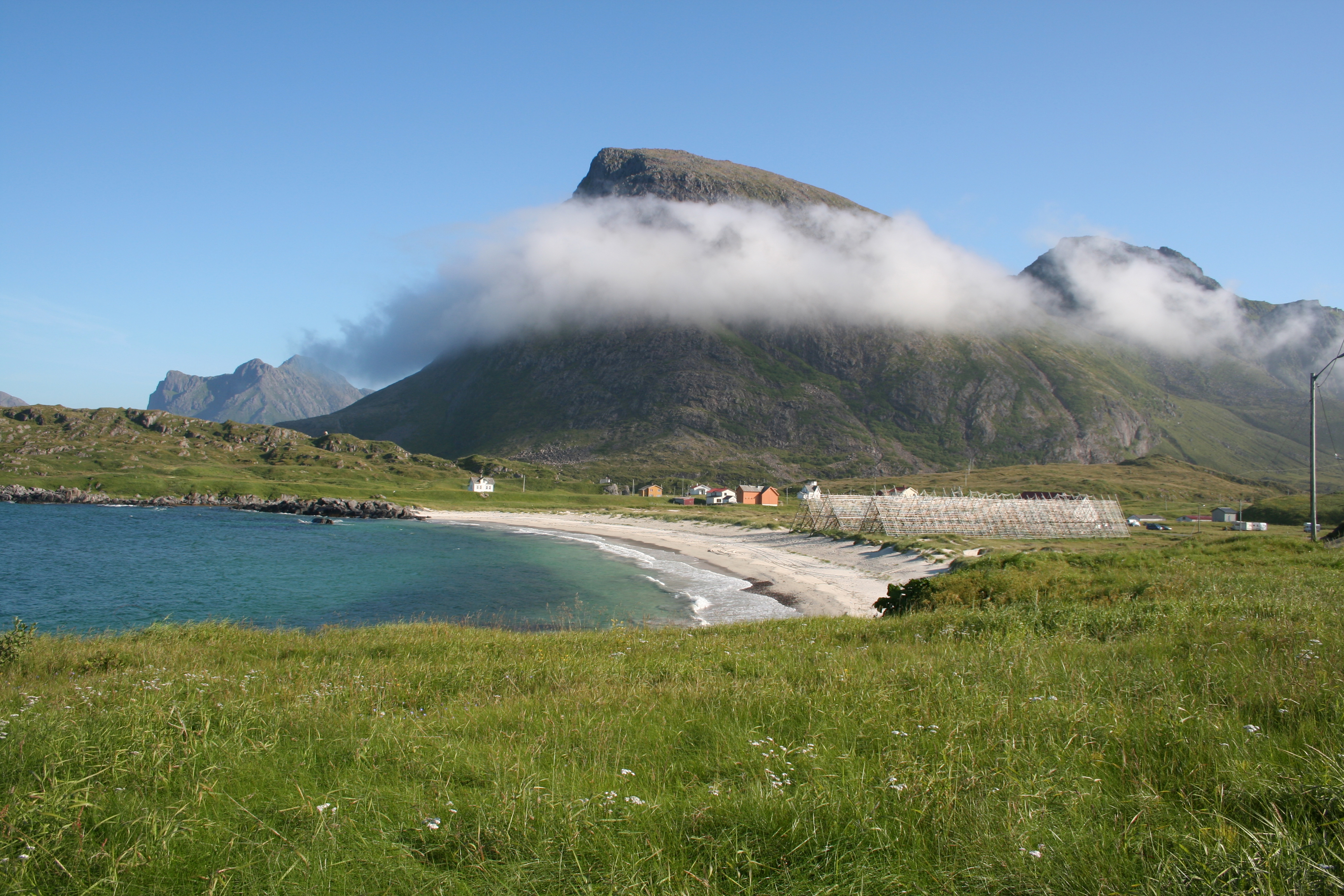
Hovden ở đô thị Bø

Đô thị này (ban đầu là một giáo khu) được đặt tên theo nông trang cổ Boy (tiếng Na Uy Cổ Bœr) do nhà thờ đầu tiên đã được xây ở đó.

## Dân số
Đô thị này có dân số giảm đều từ thập niên 1950, thời điểm có 6122 dân ở Bø. Theo điều tra năm 2001, dân số là 3156 , còn ước tính dân số quý 4 năm 2007 cho thấy dân số là 2866 người.. Cục dân số dự tính dân số đô thị này sẽ tiếp tục giảm.
Đô thị này có 73 gårdsnummer. Trung tâm dân số lớn nhất và mật độ cao nhất là Vinje, Skagen và Steine ở tây nam Nærøya 